# 1859

## أحداث
- تأسيس مدينة كاتالاو وتقع حاليا في البرازيل.
- تأسيس مدينة بورسعيد وتقع حاليا في مصر.
- 16 أبريل: تأسيس مدينة فراي بنتوس [الإنجليزية] وتقع حاليا في الأوروغواي.
- وقوع حرب الخنزير بداية من 15 يونيو 1859 إلى 1 أكتوبر 1859.
- بداية حرب 1859 في 22 أكتوبر 1859 والتي انتهت في 26 أبريل 1860.
- 22 أكتوبر - بداية الحرب الإسبانية المغربية.

## مواليد
- آرثر كونان دويل
- إسحاق بن عبد الرحمن آل الشيخ
- الشريف محمد أمزيان
- الولد بيلي
- باول باسي
- بيار كوري
- تحسين باشا
- توم واتسون
- جورج كورزون
- جون ديوي
- سعد زغلول
- سفانت أرينيوس
- فرنر فون هايدنستام
- كنوت همسون
- لودفيك زامنهوف
- ناحوم سوكولوف
- هنري برجسون
- هيبر مانينغ ويلز
- وليام دينيسون ستيفنس
- ويليام وريد
- يوليوس هارت
- سليم رستم باز
- مهر علي شاه (1 رمضان 1275 هـ)
- مانويل غارسيا برييتو، سياسي إسباني.
- محمد بن زارع العمري، معمر سعودي.
- 10 يناير - فرانسيسك فيرير لاسلطوي كتلاني.
- سكوكوم، مستكشف كندي.

## وفيات

### تاريخ غير معروف
- ألكسندر فون هومبولت
- إسامبارد كينجدم برونيل
- جابر بن عبد الله الصباح
- جون براون
- جون ويسلي ديفيز
- فرديناندو الثاني ملك الصقليتين
- فريديريك روبنسون
- كارل ريتر
- محمد بن علي السنوسي
- واشنطن إيرفينج
- أبو الفضل عبد الرحمن بن هشام، سلطان مغربي.
- جابر عبد الحسين الكاظمي

### ديسمبر
- 6 ديسمبر - هرمان مارتن أسموس، إحاثي ألماني.